# Turbonilla castanella
Turbonilla castanella är en snäckart som beskrevs av Dall 1908. Turbonilla castanella ingår i släktet Turbonilla och familjen Pyramidellidae. Inga underarter finns listade i Catalogue of Life.